# Chaat

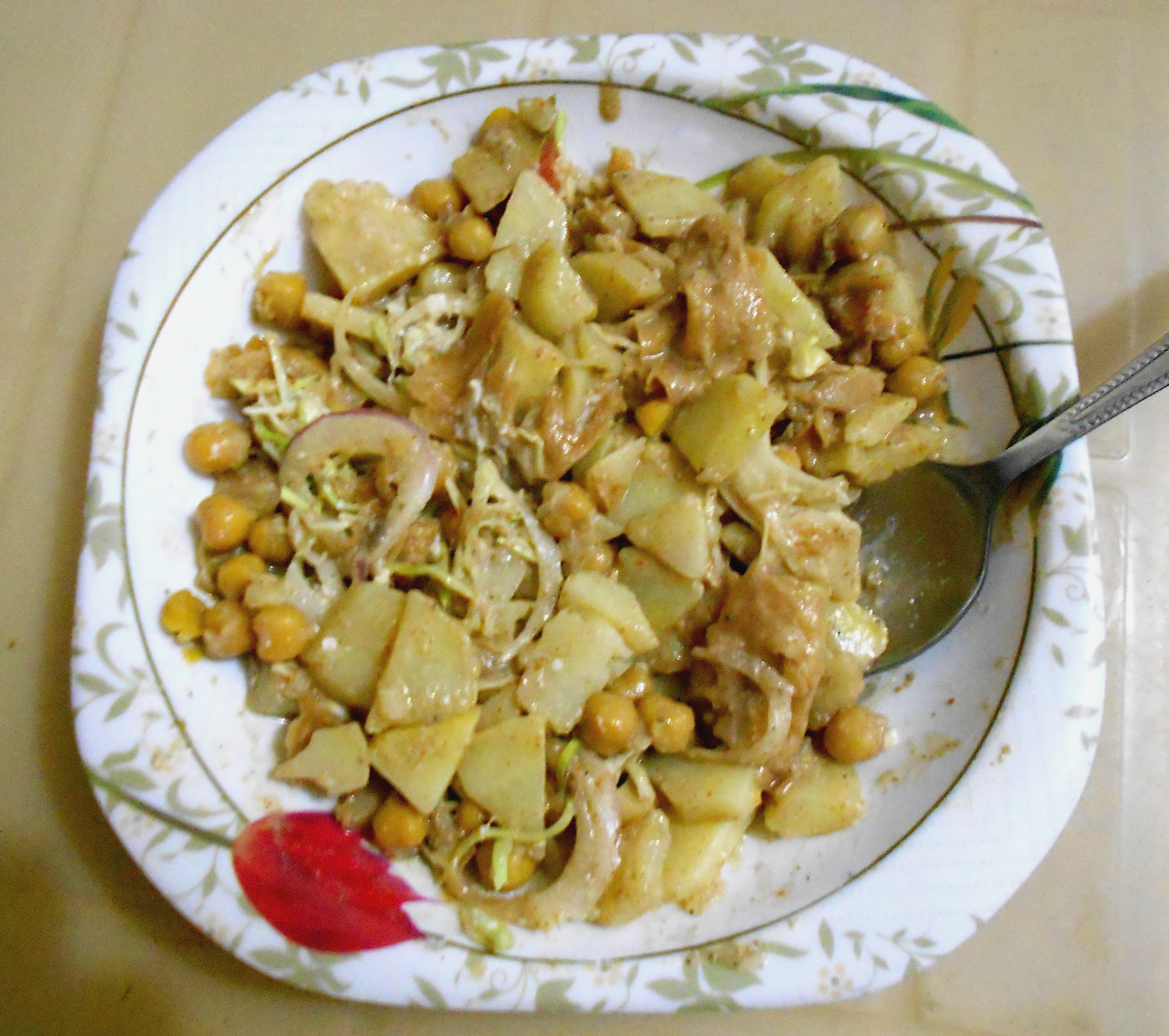
Aloo Chaat

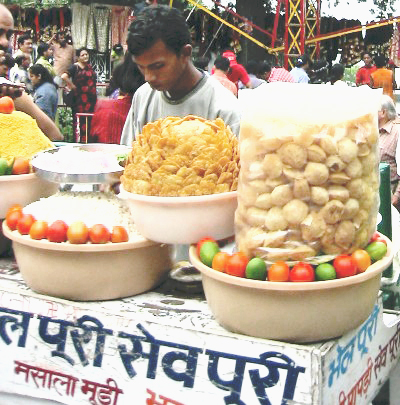
Un hombre joven con su puesto callejero de chaat en Mussoorie (India). El texto que está en frente dice bhel puri y sev puri en idioma hindi. En la bolsa de plástico hay puris para panipuri; la substancia amarilla es sev; los crackers fritos son papdi; la substancia blanca es arroz; y las otras cosas son cebollas, limas y tomates.

En la India, Pakistán y el resto de Sur de Asia, el chaat (चाट en hindi y چاٹ en urdú) es una pequeña galleta salada empleada como snack.
Generalmente se pueden ver a la venta en puestos callejeros en torno a carreteras y sitio de tránsito de mucho público. La mayor producción de chaat se origina en el norte de la India, pero en la actualidad este alimento se sirve a lo largo de todo el territorio de la India.
Algunas variantes son origen de un sincretismo cultural.
Las especialidades de chaat pueden ser muy diferentes de una ciudad a otra.
Por ejemplo, el pav bhaji (una especie de bollo) refleja la influencia de la gastronomía portuguesa; el bhel puri fue creado por la etnia guyarati de inmigrantes a Bombay, cuyos descendientes todavía corren con vithal bhelwala cerca de la estación de ferrocarriles de Victoria Terminus.
En cada una de las grandes ciudades indias de relevancia, existen dhabas (puestos de chaat), tales como el Mumba Chowpatty Beach (en Bombay) y Hot Chips y Gangotrí (en Bangalore).

## Características
La gran mayoría de los chaat son una masa de pan frita junto con otros ingredientes. Los tipos más populares son el bhel puri, dahi puri, panipuri, dahi vada, papdi chaat y sev puri.
Cada uno de ellos tiene atributos que les diferencian de los otros: bien sea la forma, el ingrediente empleado,etc.
A pesar de esto existen elementos comunes como el dahi (yogur), las cebollas picadas y el coriandro; sev (fideos amarillos secos); y el chaat masala. Este es un masala, o mezcla de especias, que generalmente consiste en amchur (mango seco en polvo), comino, sal negra, coriandro, jengibre seco en polvo, sal, pimienta negra y chile picante.
Los ingredientes se combinan y se sirven en una chapa metálica de reducidas dimensiones o en una hoja de banana.